# Список родов совок/U
Список родов совок включает более 4000 родов бабочек семейства Noctuidae.
| Оглавление: A B C D E F G H I J K L M N O P Q R S T U V W X Y Z |

## Список таксонов
- Ufeus
- Ugana
- Ugia
- Ugiodes
- Ulochlaena
- Ulolonche
- Ulosyneda
- Ulotrichopus
- Uncula
- Uniptena
- Uniramodes
- Uollega
- Upothenia
- Uracontia
- Uripao
- Ursogastra
- Usbeca
- Uzinia
- Uzomathis